# Bilka (Raión de Berezivka)
Ardilla (ucraniano: Білка) es una localidad del Raión de Berezivka en el óblast de Odesa en el sur de Ucrania. Según el censo de 2001, su población es de 919 habitantes.